# Acacia glandulicarpa
Acacia glandulicarpa är en ärtväxtart som beskrevs av Felix Maximilian Reader. Acacia glandulicarpa ingår i släktet akacior, och familjen ärtväxter. Inga underarter finns listade i Catalogue of Life.